# Mancomunidad Intermunicipal del Vinalopó
La Mancomunidad Intermunicipal del Vinalopó es una agrupación de municipios de la Comunidad Valenciana, España. Situada en el centro de la provincia de Alicante y en las comarcas del Vinalopó Medio y Alto Vinalopó comprende los municipios, en orden de mayor a menor población, Elda, Petrel, Monóvar y Sax. Cuenta con 109 119 habitantes (INE 2019).

## Geografía
La Mancomunidad del Vinalopó está situada entre la vertiente sureste del Alto Vinalopó y el norte del Vinalopó Medio. El término que comprende es de 365,55 km² y ocupa un accidentado valle con altitudes en torno a los 430 metros, siendo su pico más alto la cumbre de la Sierra del Cid de Petrel con 1391 m s. n. m., que forma parte del Paraje Natural de la Sierra del Cid y del Maigmó. El clima es el mediterráneo continentalizado.

## Clima
El clima es típicamente mediterráneo: de inviernos frescos, veranos cálidos e irregularidad de lluvias, normalmente en primavera y otoño. El municipio más propenso a ser nevado es Sax, debido a que es de las cuatro ciudades la que cuenta con mayor altitud sobre el nivel del mar; no obstante también se han registrado grandes nevadas en el resto de la mancomunidad. Las mínimas medias llegan hasta los 7,2 °C en invierno y las máximas medias rondan los 25,4 °C en verano.

### Localidades limítrofes
La Mancomunidad del Vinalopó limita con los términos municipales de Agost, Aspe, Biar, Castalla, Monforte del Cid, Novelda, La Romana, Pinoso, Salinas y Villena.

## Historia

### Mancomunidad de Elda, Petrel y su comarca

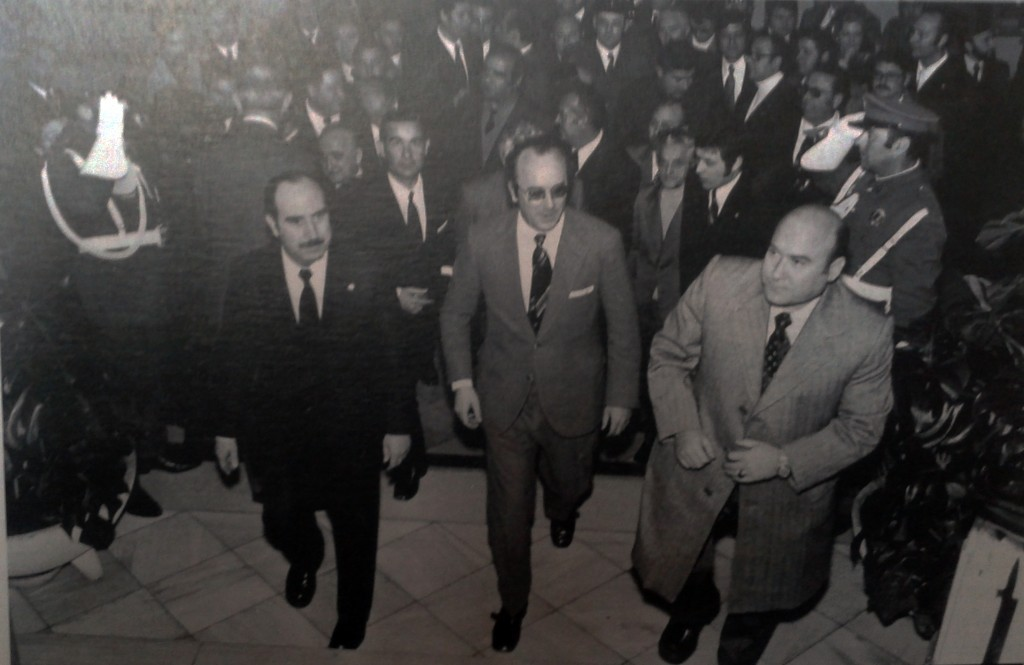
El gobernador civil de Alicante junto con los alcaldes Elda y Petrel el 27 de enero de 1973

El sábado 27 de enero de 1973 se constituyó por primera vez la “Mancomunidad Intermunicipal de Elda, Petrel y su Comarca” después de que se estableciera por decreto en el Boletín Oficial del Estado el 16 de noviembre de 1972 su creación.
Ese día fue inusual en la política de la zona debido a que simbolizaba un acto de conciliación después de varios años de tensión entre las ciudades de Petrel y Elda, desde que el 14 de mayo de 1969, día del patrón San Bonifacio, clave en las fiestas de Moros y Cristianos de Petrel, el Ayuntamiento de Elda ofendiera al Ayuntamiento de Petrel por solicitarle a través de los medios de comunicación una fusión de ambos municipios o, ante la posible negativa, la anexión de uno de los barrios de Petrel.
Se reunieron en primer lugar el gobernador civil de la Provincia de Alicante, Mariano Nicolás; y el alcalde de Petrel, Pedro Herrero, para la inauguración de un nuevo mercado de abastos en la ciudad; y posteriormente acudieron a Elda, donde se reunieron junto con su alcalde, Antonio Porta, para firmar la cesión de terrenos de la primera guardería infantil de la población y, posteriormente, constituir por primera vez la Mancomunidad de Elda, Petrel y su comarca.
Además, estaban presentes el diputado de las Cortes Generales por Alicante y director general de Empresas y Actividades Turísticas, el presidente de la Diputación de Alicante, el alcalde de Alicante, el jefe provincial del Servicio de Inspección y Asesoramiento de las Corporaciones Locales, el secretario general del Gobierno Civil, varios alcaldes de otros municipios de la provincia y todos los miembros de ambas corporaciones locales.
Sus principales objetivos eran por un lado, adaptar el crecimiento urbanístico descontrolado de ambas ciudades a través de un plan urbanístico general de ordenación conjunto y, por otro lado, la creación de una depuradora para ambas poblaciones que conllevaría la modernización de parte del alcantarillado. Desafortunadamente el primer objetivo no se pudo cumplir debido a confrontaciones políticas, es por ello que en la actualidad pueden observarse ciertas peculiaridades como calles con curvas innecesarias o calles que se ven obstaculizadas por plazas o colegios.

### Adhesión de Monóvar y Sax
Con la pretensión de aumentar la capacidad de la depuradora de la mancomunidad existente entre Elda y Petrel y modernizar sus instalaciones, la adhesión de las ciudades de Monóvar y Sax fue esencial. Además, de esa forma se podrían establecer relaciones intermunicipales a través del consejo propio de la mancomunidad con personalidad jurídica propia.
Tras el crecimiento de la mancomunidad, con cuatro municipios, pasó a denominarse Mancomunidad Intermunicipal del Valle del Vinalopó, aunque es conocida como la Mancomunidad del Vinalopó. Asimismo se establecieron nuevas funciones como la gestión de un albergue para animales o la coordinación transversal para medidas medioambientales.
No obstante, en varias ocasiones la opinión pública la ha criticado por el hecho de no contar con claras responsabilidades que podrían ser asumidas por la Comunidad Valenciana o el hecho de que Sax, perteneciendo a otra comarca, ya participe de servicios y planes mancomunados del entorno del Alto Vinalopó llegándose a interpretar su presencia como una forma de injerencia desde Elda para favorecer su estrategia respecto al uso del agua. También ha sido criticada, porque los cuatro municipios deberían aumentar su confianza en la entidad para ser competente en la cohesión de la industria, el turismo o en el transporte de ciudadanos por medio de líneas de autobuses accesibles entre los tres núcleos urbanos: la conurbación Elda-Petrel, Monóvar y Sax, que podrían conectar con la estación de Villena Alta Velocidad.

## Demografía
La Mancomunidad del Vinalopó cuenta con 109 119 habitantes (INE 2019).
| Población | 52 618 | 34 479 | 12 177 | 9 845 | 109 119 |

## Economía
La actividad económica principal de los cuatro municipios ha ido cambiando a un mismo ritmo similar, puesto que hasta finales del siglo XIX el sector primario era predominante, con agricultura, ganadería y cantería; y paulatinamente se fue constituyendo un tejido industrial que abarcaba la marroquinería y el calzado fundamentalmente. 
También se han consolidado las industrias alimenticias, enológicas, pinturas, cerámica, moda nupcial, embalajes de cartón, etc., pero es en la fabricación de calzado y la marroquinería, en Elda, Petrel y Monóvar; y la fabricación de persianas, en Sax; donde alcanza una mayor especialización.
En los años 1960, en la ciudad de Elda, su industria del calzado se consolidó para celebrar anualmente la Feria Internacional del Calzado e Industrias Afines, más conocida por su acrónimo FICIA, hasta el año 1991; además de albergar el Museo del Calzado. A partir de entonces, la industria del calzado en todo el Valle del Vinalopó fue en aumento y con el consecuente crecimiento de los polígonos industriales de la mancomunidad como la Finca Lacy, Les Pedreres, Campoalto, Salinetas, El Pastoret, El Castillo o Torreta-Río.
A partir de los años 1980, son las ciudades de Petrel y Sax las que comienzan a experimentar una apertura al sector turístico debido a las restauraciones de sus castillos medievales como principal atractivo que influyó, en el caso de Petrel, atraer en los años 1990 a la gran superficie comercial de hipermercados Carrefour que se convertiría en un centro de ocio para los municipios del Valle del Vinalopó.

## Monumentos y lugares de interés
Los monumentos y lugares de interés más relevantes de la mancomunidad en orden de mayor a menor afluencia:
- Castillo de Petrel
- Museo Dámaso Navarro, en Petrel
- Castillo de Sax
- Museo del Calzado, en Elda
- Refugio de la Guerra Civil del Fondó, en Monóvar
- Iglesia Arciprestal de San Juan Bautista, en Monóvar
- Colonia de Santa Eulalia, entre Sax y Villena
- Castillo de Elda